# Towarzystwo Zachęty Sztuk Pięknych
Towarzystwo Zachęty Sztuk Pięknych (TZSP) – organizacja skupiająca artystów i miłośników sztuki, założona w Warszawie w 1860. Głównym celem jej działalności było wspieranie i popularyzacja sztuki polskiej, co realizowano poprzez tworzenie kolekcji sztuki narodowej, niesienie pomocy młodym artystom (stypendia), działalność wydawnicza oraz organizowanie wystaw i konkursów, a także nagradzanie publiczności reprodukcjami. 

## Historia
W I połowie XIX wieku w Warszawie nie było stałych wystaw dzieł sztuki. Sukces urządzonej w Warszawie w 1858 przez m.in. Wojciecha Gersona, Franciszka Kostrzewskiego, Ludwika Kurellę, Tytusa Maleszewskiego, Karola Marconiego, Józefa Simmmlera, Alfreda Schouppe i innych artystów „Wystawy Krajowej” stał się bodźcem dla założenia Towarzystwa Zachęty Sztuk Pięknych.  
W grudniu 1860 odbyło się pierwsze zebranie członków założycieli (było ich ponad stu). Wyłoniono wówczas pierwszy Komitet Towarzystwa, w skład którego weszli: miłośnicy - Edward bar. Rastawiecki, Justynian Karnicki, Stanisław hr. Zamoyski, Leon Dembowski, Józef Ignacy Kraszewski, Aleksander hr. Przeździecki; artyści: Alfred Schouppe, Józef Simmler, January Suchodolski, Rafał Hadziewicz, Juliusz Kossak, Konstanty Hegel. Do Komisji Rachunkowej wybrano: Jakuba Lewińskiego, Karola Beyera i Aleksandra Lessera. 
W imieniu Rady Administracyjnej Królestwa Polskiego Ustawę Towarzystwa zatwierdził sekretarz stanu Justynian Karnicki - późniejszy wieloletni wiceprezes Towarzystwa (1862-1876) i członek Komitetu Towarzystwa.  
Pierwsza siedziba Towarzystwa mieściła się w pałacu Mokronowskich na Krakowskim Przedmieściu 9. W roku 1862, związku z wyburzeniem pałacu, wystawy przeniesiono do pałacu Ogińskich (dziś stoi w tym miejscu Hotel Europejski), stamtąd zaś w roku 1870 Zachęta przeniosła się do Muzeum Przemysłu i Rolnictwa. W 1884 roku wystawy zostały przeniesione do pawilonu wzniesionego przez Gracjana Ungra na dziedzińcu pałacu Potockich, a w 1896 - w związku z wyburzeniem pawilonu - do Resursy Obywatelskiej. 
W 1900 TZSP przeniosło się w końcu do własnego gmachu, zbudowanego u zbiegu ulic Mazowieckiej i Królewskiej według projektu Stefana Szyllera (obecnie gmachu Galerii Zachęta), którego budowa była finansowana społecznie (m.in. Ludwika z Lindów Górecka ofiarowała na ten cel dom przy ul. Królewskiej 17, przylegający do nowo wybudowanego gmachu). Poza salami wystawowymi mieściła się tam również biblioteka. Poświęcenia budynku dokonał 15 grudnia 1900 biskup Kazimierz Ruszkiewicz.
Budynek był nie tylko areną promocji sztuki, ale też sceną dla „zasadniczego aktu narodowego dramatu, jakim było zabójstwo 16 grudnia 1922 roku pierwszego Prezydenta Rzeczypospolitej”, Gabriela Narutowicza.
W 1939 w związku z wybuchem II wojny światowej działalność Towarzystwa została zawieszona, w 1949 r. w jego siedzibie powołano Centralne Biuro Wystaw Artystycznych.
W 1989 r. Towarzystwo Zachęty Sztuk Pięknych reaktywowano przy Państwowej Galerii Sztuki Zachęta, powstałej w tym samym roku w wyniku przekształcenia CBWA. Od 2013 roku Towarzystwo ma status organizacji pożytku publicznego.

## Działalność
Dawne Towarzystwo prowadziło dwutorową działalność: promocyjną (wystawiennictwo) oraz muzealną, poprzez gromadzenie i zabezpieczanie najwybitniejszej polskiej sztuki w formie kolekcji.
Aktualnie Towarzystwo współpracuje z Zachętą w zakresie działań edukacyjnych, wydawniczych i organizacyjnych, m.in.:
- współorganizacja cyklu wykładów w ramach wystawy Płeć? Sprawdzam! Kobiecość i męskość w sztuce Europy Wschodniej (2010),
- program edukacyjny do wystawy Otwierając drzwi? Sztuka białoruska dzisiaj (2011),
- współpraca wydawnicza przy poświęconej historii galerii Kordegarda książce Miejsce Kordegarda,
- współpraca przy wystawie w Pawilonie Polskim na 54. Międzynarodowej Wystawie Sztuki w Wenecji,
- konkurs Spojrzenia 2011. Nagroda Fundacji Deutsche Bank,
- cykl szkoleń dla nauczycieli Alfabet sztuki, czyli jak czytać sztukę współczesną[1].

## Kolekcja
Pierwszym nabytkiem był obraz Śmierć Barbary Radziwiłłówny (1860) Józefa Simmlera, zakupiony w 1861. W największej sali pałacu Towarzystwa Zachęty Sztuk Pięknych prezentowano dzieła Jana Matejki, m.in. obraz Bitwa pod Grunwaldem (1878), i do dziś sala ta nazywana jest „Salą Matejkowską”. Do zbiorów Towarzystwa należały m.in. Kuropatwy na śniegu (1891) Józefa Chełmońskiego czy W altanie (1882) Aleksandra Gierymskiego. 
Po II wojnie światowej (1939–1945) zbiory Towarzystwa zostały zdeponowane w Muzeum Narodowym w Warszawie i obecnie stanowią korpus Galerii Sztuki Polskiej.

## Członkostwo
Osoby stowarzyszone przy galerii Zachęta charakteryzuje aktywne zainteresowanie sztuką współczesną. Członkowie Towarzystwa mogą bezpłatnie zwiedzać wystawy w Zachęcie, mają pierwszeństwo udziału w organizowanych tam wydarzeniach specjalnych oraz możliwość uczestniczenia w wydarzeniach zamkniętych.